# Tropical Airplay
Tropical Songs (anteriormente conhecido como Tropical/Salsa and Latin Tropical Airplay) é uma parada musical publicada pela revista Billboard que foi criada em 1994. A Tropical Songs faz o registro das informações sobre as músicas da América Latina de gênero tropical como salsa, merengue, bachata, cumbia e vallenato.

## Gráficos

### Artista com mais hits número um
| Posição | Artista             | Total | Semanas em #1 | Canções número um | Ref   |
| ------- | ------------------- | ----- | ------------- | --- | ----- |
| 1       | Marc Anthony        | 19    |               | "Te Conozco Bien" (1995) "Se Me Sigue Olvidando" (1995) "Nadie Como Ella" (1995) "Te Amaré" (1996) "Llegaste a Mi" (1996) "Hasta Ayer" (1996) "Por Amar Se Da Todo" (1996) "Y Hubo Alguien" (1997) "Si Te Vas" (1998) "Contra La Corriente" (1998) "No me ames" (Marc Anthony com Jennifer Lopez) (1999) "Dímelo" (1999) "\|Muy Dentro de Mí" (2000) "Celos" (2001) "Viviendo"(2002) "Ahora Quien"(2004) "Tu Amor Me Hace Bien" (2005) "Que Precio Tiene el Cielo" (2006) "Mi Gente" (2007) | [ 1 ] |
| 1       | Víctor Manuelle     | 19    |               | "Hay Que Poner el Alma" (1996) "Volverás" (1996) "Dile a Ella" (1997) "He Tratado" (1997) "Así Es La Mujer" (1998) "Se Me Rompe el Alma" (1998) "Que Habia Sido de Mi" (1998) "El Cuerpo Me Pide" (Víctor Manuelle com Elvis Crespo) (1999) "Pero Dile" (1999) "Me Da lo Mismo" (2001) "Como Se Lo Explico al Corazon" (2001) "Por Ese Hombre" (Víctor Manuelle featuring Brenda K. Starr and Tito Nieves) (2002) "En Nombre de los Dos" (2002) "El Tonto Que No Te Olvido" (2003) "Tengo Ganas" (2004) "Nuestro Amor Se Ha Vuelto Ayer" (2006) "Nunca Habia Llorado Así" (Víctor Manuelle featuring Don Omar) (2007) "Yo No Se Perdonarte" (2008) "Mirame" (2009) | [ 2 ] |
| 2       | Gilberto Santa Rosa | 14    |               | "No Quiero Na' Regala'o" (1996) "Yo No Te Pido" (1997) "Dejate Querer" (1999) "Que Alguien Me Diga" (2000) "Pero No Me Ama" (2001) "Pueden Decir" (2001) "La Agarro Bajando" (2002) "Por Mas Que Intento" (2002) "Si Te Dijeron" (2003) "Sombra Loca" (2004) "Los Hombres Tiene La Culpa" (Gilberto Santa Rosa featuring Don Omar) (2006) "Conteo Regresivo" (2007) "Llego el Amor" (2009) "Vivir Sin Ti" (2010) | [ 3 ] |
| 3       | Juan Luis Guerra    | 10    |               | "Mi PC" (1998) "Palomita Blanca" (1999) "Las Avispas" (2004) "Para Ti" (2005) "La Llave de Mi Corazón" (2007) "Que Me Des Tu Cariño" (2007) "La Travesia" (2007) "Como Yo" (2008) "Bachata en Fukuoka" (2010) "Cuando Me Enamoro" (Juan Luis Guerra com Enrique Iglesias) (2010) | [ 4 ] |
| 3       | Jerry Rivera        | 10    |               | "Suave" (1995) "Loco de Amor" (1996) "Una y Mil Veces" (1996) "Lloraré" (1997) "Ese" (1998) "Quiero" (2001) "Vuela Muy Alto" (2002) "Mi Libertad" (featuring Voltio) (2003) "Cuesta Abajo" (2007) "Solo Pienso En Ti" (2011) | [ 5 ] |
| 4       | Aventura            | 8     |               | "Ella y Yo" (Aventura com Don Omar) (2005) "Los Infieles" (2006) "Mi Corazoncito" (2007) "El Perdedor" (2008) "Por un Segundo" (2009) "Su Veneno" (2009) "Dile al Amor" (2010) "El Malo" (2010) | [ 6 ] |

## Billboard Latin Tropical Airplay tabela da final de ano
- 1995: "Te Conozco Bien" de Marc Anthony
- 1996: "Ironia" de Frankie Ruiz
- 1997: "Inolvidable" de Frankie Negron
- 1998: "Suavemente" de Elvis Crespo
- 1999: "El Niagara en Bicicleta" de Juan Luis Guerra
- 2000: "A Puro Dolor" de Son by Four
- 2001: "Me Da Lo Mismo" de Víctor Manuelle
- 2002: "La Agarro Bajando" de Gilberto Santa Rosa
- 2003: "Seduceme" de La India
- 2004: "Tengo Ganas" de Víctor Manuelle
- 2005: "Lo Que Pasó, Pasó" de Daddy Yankee
- 2006: "Que Precio Tiene el Cielo" de Marc Anthony
- 2007: "Mi Corazoncito" de Aventura
- 2008: "Te Quiero" de Flex
- 2009: "Por un Segundo" de Aventura
- 2010: "Dile al Amor" de Aventura